# Atletica leggera ai Giochi della XXXI Olimpiade - Salto in alto maschile

Video ufficiale della Finale

Ai Giochi della XXXI Olimpiade, che si sono tenuti a Rio de Janeiro nel 2016, la competizione di salto in alto maschile si è svolta il 14 e il 16 agosto presso lo Stadio Nilton Santos.

## Presenze ed assenze dei campioni in carica
Per i campionati europei si considera l'edizione del 2014.
| Competizione             | Atleta               | Prestazione          | Rio 2016             |
| ------------------------ | -------------------- | -------------------- | -------------------- |
| Olimpiadi 2012           | Titolo Non assegnato | Titolo Non assegnato | Titolo Non assegnato |
| Commonwealth 2014        | Derek Drouin         | 2,31 m               | Presente             |
| Europei 2014             | Bohdan Bondarenko    | 2,35 m               | Presente             |
| Asiatici 2014            | Mutaz Essa Barshim   | 2,35 m               | Presente             |
| Panamericani 2015        | Derek Drouin         | 2,37 m               | Presente             |
| Mondiali 2015            | Derek Drouin         | 2,34 m               | Presente             |
|                          |                      |                      |                      |
| Olimpiadi giovanili 2010 | Dmitry Kroytor       | 2,19 m               | Presente             |
| Mondiali junior 2012     | Andrei Churyla       | 2,24 m               | Assente              |

## La gara
Il campione olimpico Ivan Ukhov non può gareggiare in quanto la Federazione russa è squalificata.

In finale tutti i migliori entrano a 2,20. L'ucraino Bogdan Bondarenko invece inizia la gara a 2,25. La sua tattica è quella di fare il minor numero di salti. Passa i 2,29 e salta 2,33. Quando attacca i 2,38 ha solamente effettuato due salti; i suoi rivali invece, il canadese Derek Drouin e il qatariota Mutaz Essa Barshim, hanno già saltato cinque volte.

I 2,38 si rivelano decisivi per la gara: Drouin valica l'asticella al primo tentativo, Barshim e Bondarenko invece falliscono. Dopo il secondo sbaglio, l'ucraino tenta il tutto per tutto e chiede di effettuare il terzo salto alla misura successiva. Barshim invece rimane a 2,38 ma sbaglia anche il terzo tentativo. Drouin deve tornare in pista per un salto a 2,40. Lo sbaglia, ma sbaglia anche Bondarenko: l'oro è del canadese.

## Risultati

### Qualificazioni
Qualificazione: 2,31 (Q) o i migliori 12 (q).
| Posizione | Gruppo | Nome                    | Nazionalità   | 2,17 | 2,22 | 2,26 | 2,29 | Risultato | Note                                     |
| --------- | ------ | ----------------------- | ------------- | ---- | ---- | ---- | ---- | --------- | ---------------------------------------- |
| 1         | A      | Mutaz Essa Barshim      | Qatar         | o    | o    | o    | o    | 2,29      | q                                        |
| 1         | A      | Bohdan Bondarenko       | Ucraina       | -    | o    | -    | o    | 2,29      | q                                        |
| 1         | B      | Derek Drouin            | Canada        | o    | o    | o    | o    | 2,29      | q                                        |
| 1         | B      | Tihomir Ivanov          | Bulgaria      | o    | o    | o    | o    | 2,29      | q                                        |
| 5         | B      | Robert Grabarz          | Gran Bretagna | -    | o    | xo   | o    | 2,29      | q                                        |
| 5         | B      | Erik Kynard             | Stati Uniti   | o    | o    | xo   | o    | 2,29      | q                                        |
| 7         | B      | Majd Eddin Ghazal       | Siria         | -    | o    | o    | xo   | 2,29      | q                                        |
| 7         | A      | Andriy Protsenko        | Ucraina       | o    | o    | o    | xo   | 2,29      | q                                        |
| 9         | B      | Donald Thomas           | Bahamas       | o    | o    | xo   | xo   | 2,29      | q                                        |
| 10        | A      | Trevor Barry            | Bahamas       | o    | o    | xo   | xxo  | 2,29      | q                                        |
| 10        | A      | Brandon Starc           | Australia     | xo   | o    | o    | xxo  | 2,29      | q                                        |
| 12        | B      | Jaroslav Bába           | Rep. Ceca     | o    | o    | o    | xxx  | 2,26      | q                                        |
| 12        | A      | Luis Castro             | Porto Rico    | o    | o    | o    | xxx  | 2,26      | q                                        |
| 12        | B      | Dimitrios Chondrokoukis | Cipro         | o    | o    | o    | xxx  | 2,26      | q                                        |
| 12        | A      | Kyriakos Iōannou        | Cipro         | o    | o    | o    | xxx  | 2,26      | q                                        |
| 16        | A      | Chris Baker             | Gran Bretagna | xo   | o    | o    | xxx  | 2,26      |                                          |
| 17        | A      | Ricky Robertson         | Stati Uniti   | o    | o    | xo   | xxx  | 2,26      |                                          |
| 18        | A      | Michael Mason           | Canada        | xo   | o    | xo   | xxx  | 2,26      |                                          |
| 18        | B      | Nauraj Singh Randhawa   | Malaysia      | xo   | o    | xo   | xxx  | 2,26      |                                          |
| 20        | B      | Dmytro Yakovenko        | Ucraina       | o    | xxo  | xo   | xxx  | 2,26      | Miglior prestazione personale stagionale |
| 21        | B      | Bradley Adkins          | Stati Uniti   | xxo  | xo   | xo   | xxx  | 2,26      |                                          |
| 22        | A      | Woo Sang-hyeok          | Corea del Sud | o    | o    | xxo  | xxx  | 2,26      |                                          |
| 23        | B      | David Adley Smith       | Porto Rico    | o    | xo   | xxo  | xxx  | 2,26      |                                          |
| 24        | A      | Eike Onnen              | Germania      | o    | xxo  | xxo  | xxx  | 2,26      |                                          |
| 25        | A      | Wojciech Theiner        | Polonia       | o    | o    | xxx  |      | 2,22      |                                          |
| 25        | B      | Jamal Wilson            | Bahamas       | o    | o    | xxx  |      | 2,22      |                                          |
| 25        | B      | Zhang Guowei            | Cina          | o    | o    | xxx  |      | 2,22      |                                          |
| 28        | B      | Mateusz Przybylko       | Germania      | xo   | o    | xxx  |      | 2,22      |                                          |
| 29        | B      | Arturo Chávez           | Perù          | xxo  | o    | xxx  |      | 2,22      |                                          |
| 30        | B      | Sylwester Bednarek      | Polonia       | o    | xo   | xxx  |      | 2,22      |                                          |
| 30        | A      | Andrei Churyla          | Bielorussia   | o    | xo   | xxx  |      | 2,22      |                                          |
| 32        | A      | Wang Yu                 | Cina          | xo   | xo   | xxx  |      | 2,22      |                                          |
| 33        | A      | Silvano Chesani         | Italia        | o    | xxo  | xxx  |      | 2,22      |                                          |
| 34        | A      | Konstadinos Baniotis    | Grecia        | xo   | xxo  | xxx  |      | 2,22      |                                          |
| 35        | A      | Matúš Bubeník           | Slovacchia    | o    | xxx  |      |      | 2,17      |                                          |
| 35        | A      | Takashi Eto             | Giappone      | o    | xxx  |      |      | 2,17      |                                          |
| 35        | A      | Hsiang Chun-Hsien       | Taipei cinese | o    | xxx  |      |      | 2,17      |                                          |
| 35        | B      | Edgar Rivera            | Messico       | o    | xxx  |      |      | 2,17      |                                          |
| 35        | A      | Eugenio Rossi           | San Marino    | o    | xxx  |      |      | 2,17      |                                          |
| 35        | B      | Talles Frederico Silva  | Brasile       | o    | xxx  |      |      | 2,17      |                                          |
| 41        | B      | Joel Baden              | Australia     | xo   | xxx  |      |      | 2,17      |                                          |
| 41        | A      | Dmitry Kroyter          | Israele       | xo   | xxx  |      |      | 2,17      |                                          |
| 43        | B      | Dzmitry Nabokau         | Bielorussia   | xxo  | xxx  |      |      | 2,17      |                                          |
| 43        | B      | Yun Seung-hyun          | Corea del Sud | xxo  | xxx  |      |      | 2,17      |                                          |

### Finale
| Record mondiale      | Javier Sotomayor   | 2,45 m | Salamanca | 27 luglio 1993 |
| Record olimpico      | Charles Austin     | 2,39 m | Atlanta   | 11 agosto 1996 |
| Capolista stagionale | Mutaz Essa Barshim | 2,40 m | Opole     | 11 giugno 2016 |

Martedì 16 agosto, ore 20:30.
| Pos. | Atleta                  | Età | Nazione       | Salti | Salti | Salti | Salti | Salti | Salti | Salti | Misura | Note                                     |
| Pos. | Atleta                  | Età | Nazione       | 2,20  | 2,25  | 2,29  | 2,33  | 2,36  | 2,38  | 2,40  | Misura | Note                                     |
| --- | ----------------------- | --- | ------------- | ----- | ----- | ----- | ----- | ----- | ----- | ----- | ------ | ---------------------------------------- |
| Oro | Derek Drouin            | 26  | Canada        | O     | O     | O     | O     | O     | O     | X     | 2,38   |                                          |
| Argento | Mutaz Essa Barshim      | 25  | Qatar         | O     | O     | O     | O     | O     | XXX   | -     | 2,36   |                                          |
| Bronzo | Bohdan Bondarenko       | 27  | Ucraina       | -     | O     | -     | O     | -     | XX-   | X     | 2,33   |                                          |
| 4 | Robert Grabarz          | 29  | Gran Bretagna | O     | XO    | O     | O     | XXX   | -     | -     | 2,33   | Miglior prestazione personale stagionale |
| 4 | Andrij Procenko         | 28  | Ucraina       | O     | O     | XO    | O     | XXX   | -     |       | 2,33   | Miglior prestazione personale stagionale |
| 6 | Erik Kynard             | 25  | Stati Uniti   | O     | XO    | O     | XXO   | XXX   |       |       | 2,33   |                                          |
| 7 | Majd Eddin Ghazal       | 29  | Siria         | O     | O     | O     | XXX   |       |       |       | 2,29   |                                          |
| 7 | Kyriakos Iōannou        | 32  | Cipro         | O     | O     | O     | XXX   |       |       |       | 2,29   |                                          |
| 7 | Donald Thomas           | 32  | Bahamas       | O     | O     | O     | XXX   |       |       |       | 2,29   |                                          |
| 10 | Tihomir Ivanov          | 22  | Bulgaria      | O     | XO    | O     | XXX   |       |       |       | 2,29   | Miglior prestazione personale            |
| 11 | Trevor Barry            | 33  | Bahamas       | O     | O     | XXX   |       |       |       |       | 2,25   |                                          |
| 12 | Dimitrios Chondrokoukis | 28  | Cipro         | XO    | O     | XXX   |       |       |       |       | 2,25   |                                          |
| 13 | Luis Castro             | 25  | Porto Rico    | O     | XXO   | XXX   |       |       |       |       | 2,25   |                                          |
| 14 | Jaroslav Bába           | 32  | Rep. Ceca     | O     | XXX   |       |       |       |       |       | 2,20   |                                          |
| 15 | Brandon Starc           | 23  | Australia     | XO    | XXX   |       |       |       |       |       | 2,20   |                                          |
| record mondiale; record olimpico; record mondiale stagionale; record africano; record asiatico; record europeo; record nord-centroamericano e caraibico; record sudamericano; record oceaniano; record nazionale; record personale; record personale stagionale. |                         |     |               |       |       |       |       |       |       |       |        |                                          |